# Marksistički feminizam
Marksistički feminizam jest pravac feminističke teorije koji smatra da je ukidanje kapitalizma kao društveno-ekonomskog sustava jedini način na koji bi se žene kao spol mogle osloboditi ugnjetavanja. Marksističke feministkinje vjeruju da je upravo kapitalizam izvor ekonomske nejednakosti, ovisnosti, političke zbrke i nezdravih društvenih odnosa između muškaraca i žena koje predstavljaju korijen ženskog ugnjetavanja. 
Prema marksističkoj teoriji, pojedinca u kapitalističkom društvu oblikuju klasni odnosi, odnosno ljudske sposobnosti, potrebe i interesi određeni su načinom proizvodnje koji karakterizira njihovo društvo. Marksističke feministkinje vide nejednakost spolova kao posljedicu kapitalističkoga načina proizvodnje. Spolno je ugnjetavanje prema tome klasno ugnjetavanje, odnosno ženska podređenost muškarcima vidi se kao sredstvo (poput rasizma) za održavanje interesa kapitala i vladajuće klase. Marksističke feministkinje tradicionalnu su marksističku analizu proširile uspoređivanjem rada u kući s radom u kapitalističkim poduzećima.
Marksistički feminizam kritiziraju razni pojedinci i pokreti, bilo unutar, bilo van feminističkoga pokreta. Radikalne feministkinje napadaju ga zbog toga što, po njihovom mišljenju, stavlja naglasak na klasno društvo, a ne patrijarhat kao izvor ženskog ugnjetavanja. Austrijski je ekonomist Ludwig von Mises, pak, napao marksistički feminizam s tezom kako je nastanak klasnog društva zapravo ustanovio državni i pravni okvir na temelju kojega će žene kroz povijest postupno ostvarivati svoja prava.